# Geesbergen
Geesbergen is een buitenplaats langs de rivier de Vecht bij het Nederlandse dorp Maarssen.
In 1649 kocht Joan Huydecoper van Maarsseveen van de erfgenamen van Sebastiaan van Geesbergen op en rond deze locatie een groot terrein, inclusief de erop aanwezige boerderij/hofstede Geesbergen. De nieuwe eigenaar, die onder meer reeds de buitenplaats Goudestein in eigendom had, verkocht een deel van het terrein en verkavelde de rest. Onder andere is een van de kavels gebruikt om later de naastgelegen buitenplaats Leeuwenburg te laten verrijzen. Tot 1681 bleef Geesbergen eigendom van de familie Huydecoper. Onduidelijk is wanneer de huidige buitenplaats Geesbergen, een rijksmonument, is gebouwd. Volgende eigenaren/bewoners van Geesbergen waren onder meer de familie Franco Mendes en Jacob Bicker Raye. In de eerste helft van de 20e eeuw was Geesbergen in gebruik als kwekerij waarbij naast het landhuis een café is gebouwd van bouwmaterialen afkomstig van gesloopte bijgebouwen. De horecafunctie op Geesbergen is sindsdien gebleven.